# Hugh Evans (Humanist)

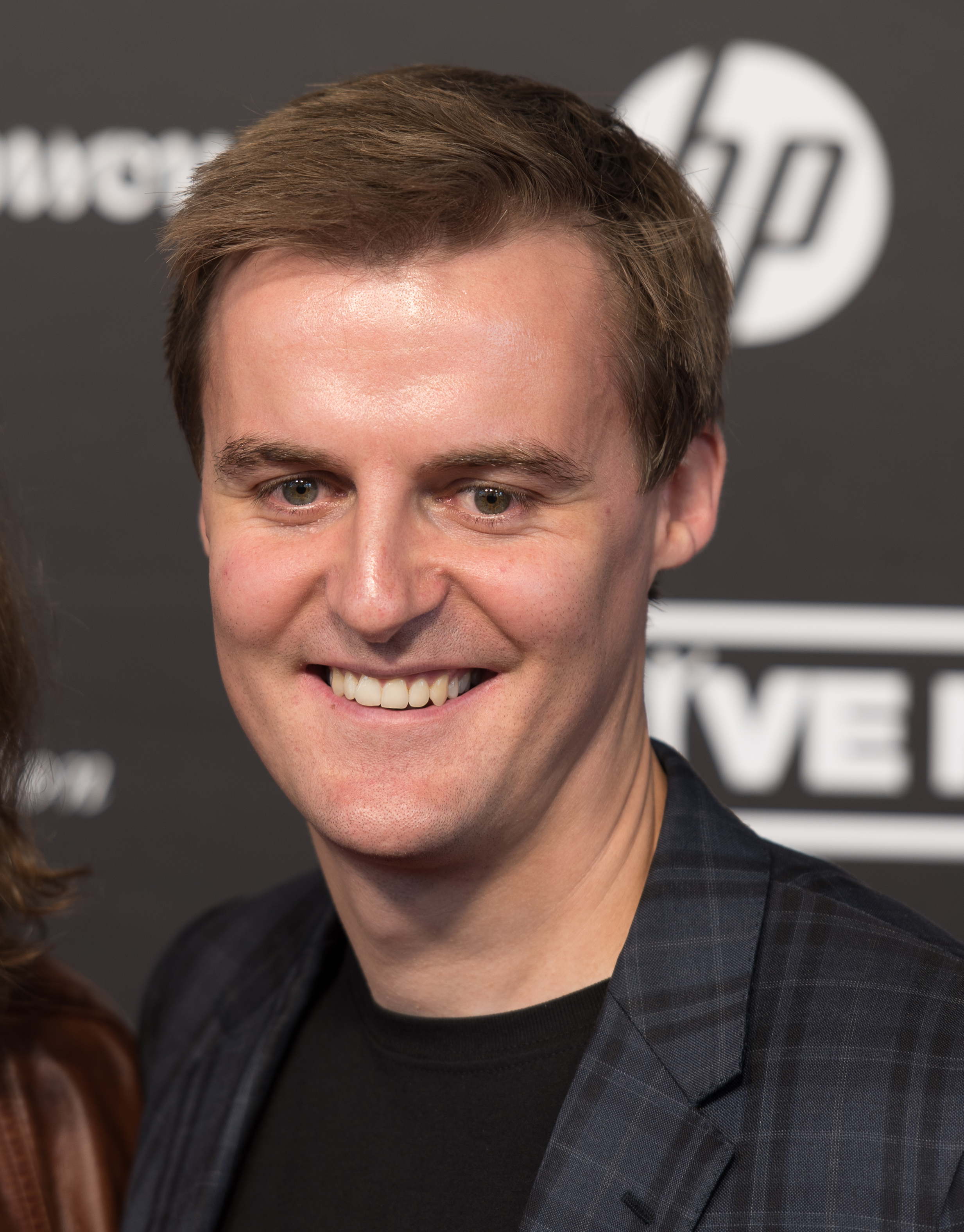
Hugh Evans – Global Citizen Festival Hamburg

Hugh Evans (geboren am 4. März 1983) ist ein australischer Humanist. Evans ist Mitbegründer der Oaktree Foundation und von Global Citizen (ehemals Global Poverty Project) und ausführender Produzent von One World: Together at Home und Global Citizen Live. Für seine Arbeit zur Förderung der Jugendfürsprache und Freiwilligenarbeit zur Verringerung der extremen Armut in Entwicklungsländern erhielt er nationale und internationale Anerkennung.

## Hintergrund
Evans wuchs in Kew, einem östlichen Vorort von Melbourne, auf und besuchte die Carey Baptist Grammar School, wo er im Alter von 12 Jahren aus Sorge um die Armut in Entwicklungsländern an der 40-Stunden-Hungeraktion von World Vision teilnahm. Im folgenden Jahr gewann Evans einen von World Vision gesponserten Wettbewerb zur Besichtigung von Entwicklungsprogrammen auf den Philippinen und war von seinen Begegnungen in den Slums von Manila bewegt. Evans nahm am Austauschprogramm der Woodstock School im Himalaya in Indien zwei Jahre später teil. In seinen Memoiren schildert er seine Erlebnisse zum Zeitpunkt seiner Rückkehr:
Die größte Ungerechtigkeit, die ich dieses Jahr erlebt habe, geschah nicht, als ich die Armen Indiens mit den Reichen Indiens verglich, sondern als ich nach Hause kam. Ich konnte nicht verstehen, warum wir Australier so versessen darauf sind, das neueste Mobiltelefon zu haben, ja sogar so weit gehen, uns zu beschweren ... und wenn man das dann damit vergleicht, über einen Markt in Indien zu gehen und einen Mann ohne Beine zu sehen, der nur ein Stück Gummi um die Hüfte gebunden hat, damit die Haut an seinem Becken nicht abschürft ... und alles, was er verlangt, ist der Gegenwert von 20 Cent.
Nach einer weiteren Reise in die ländlichen Talgemeinden der Provinz KwaZulu-Natal in Südafrika, wo er sich freiwillig als Jugendbotschafter für World Vision engagierte, kehrte er 2003 nach Melbourne zurück, um dort soziale Veränderungen herbeizuführen.
Im Jahr 2008 schloss Evans sein Studium der Rechtswissenschaften und Naturwissenschaften an der Monash University ab.

## Jugendvertretung

### Oaktree-Stiftung
Im Jahr 2003 gründete Evans zusammen mit Nicolas Mackay die Oaktree Foundation, eine in Australien ansässige Nichtregierungsorganisation, die bedürftigen Ländern im asiatisch-pazifischen Raum und in Afrika Hilfe und Entwicklung bietet. Oaktree wird von jungen Menschen im Alter von 16 bis 26 Jahren geleitet und von einem Beirat beaufsichtigt. Seitdem hat sich Oaktree zu einem wirksamen Instrument für die Jugendvertretung in Australien entwickelt, das sich für Bildung in Entwicklungsländern einsetzt. Evans war der erste CEO, trat 2008 zurück und bleibt der Oaktree Foundation weiterhin in beratender Funktion erhalten.
Evans‘ frühe Inspiration und Unterstützung für die Oaktree Foundation kam von St. Hilary’s, einer großen evangelisch-anglikanischen Gemeinde in den östlichen Vororten von Melbourne.

### Global Citizen und das Global Poverty Project
Inspiriert von Al Gores Film „Eine unbequeme Wahrheit“ gründeten Evans und Simon Moss das Global Poverty Project, eine gemeinschaftliche Bildungsgruppe, die das Bewusstsein für extreme Armut schärfen und Maßnahmen zur Bekämpfung dieser Armut ergreifen will. Das Global Poverty Project wurde 2008 mit einem Zuschuss von 60.000 US-Dollar von den Vereinten Nationen und einem Zuschuss von 350.000 australischen Dollar von AusAID gestartet. Zu Evans’ Aktivismus für das Global Poverty Project gehören die Kampagne Make Poverty History und Konzerte in Australien.

## Auszeichnungen und andere Führungsrollen
Im Jahr 2001 war Evans einer von sechzehn australischen Vertretern, die am The Hague International Model United Nations (THIMUN) in Den Haag, Niederlande, teilnahmen. und im Jahr 2003 wurde er mit dem Preis „Junger Viktorianer des Jahres“ ausgezeichnet. Im folgenden Jahr wurde Evans zum „Jungen Australier des Jahres“ ernannt für seinen Beitrag zur Förderung der Jugendarbeit durch die Gründung der Oaktree Foundation. Im Jahr 2004 wurde Evans außerdem der Titel „Outstanding Young Persons of the World“ verliehen, als einer von zehn jungen Menschen, die jährlich von der Junior Chamber International ausgezeichnet werden. Evans teilte sich in diesem Jahr die Auszeichnung für Humanität und/oder ehrenamtliche Führung mit Königin Rania von Jordanien und Ch'ng Joo Beng von Malaysia.
Im Jahr 2008 fungierte Evans zusammen mit der Bundesministerin für Jugend, Kate Ellis MP, als Co-Vorsitzender des Jugendgipfels 2020, einem Vorläufer des Gipfels 2020.
Auszeichnungen/Erfolge
- 2003 Junger Viktorianer des Jahres
- 2003 Mitbegründer der Oaktree-Stiftung
- 2004 Junger Australier des Jahres
- 2005 Junior Chamber International Person of the World
- 2008 Co-Vorsitzender des ersten Jugendgipfels 2020
- 2008 Mitbegründer des Global Poverty Project, später Global Citizen
- 2012 Auf der Forbes-Liste „30 unter 30“ aufgeführt
- 2014 Von Fast Company zu einem der 100 kreativsten Menschen ernannt
- 2014 Ehrendoktorwürde, Utah State University[17]
- 2014 GQ Man of the Year Award for Chivalry
- 2015 Humanitärer Helfer des Jahres des Billboard-Magazins[18]
- 2015 Gewinner des Advance Global Australian Social Impact Award
- 2016 Gehaltener TED-Vortrag mit dem Titel „Was bedeutet es, ein Weltbürger zu sein?“
- 2017 Porträtiert in der Sondersendung „The Brave Ones“ von CNBC[19]
- 2018 Erhielt den Diamond Ball Award für humanitäre Bemühungen zur Beendigung der Armut
- 2020 Ausführender Produzent, One World Together at Home-Konzert zur Beendigung von COVID-19 Together at Home
- 2021 Empfänger des George H.W. Bush Points of Light Award[20]
- 2024 Ernennung zum Beirat der Climate Cardinals, einer der weltweit größten von Jugendlichen geführten Klimaorganisationen
- 2025 Als Mitbegründer und CEO von Global Citizen, erhielt er den Sunhak-Friedenspreis für sein außergewöhnliches Engagement für die globale Bürgerschaft.[21][22][23]